# Riichi Sekiyama
Riichi Sekiyama (関山利一?, Sekiyama Riichi; Hyogo, 23 dicembre 1909 – 15 gennaio 1970) è stato un giocatore di go giapponese.

## Biografia
Studiò sotto la tutela del sensei Tamejiro Suzuki, diventato professionista vinse l'edizione inaugurale del torneo Honinbo nel 1941 contro Shin Kato. Dopo questa vittoria iniziò a usare il nome di Honinbo Risen, tuttavia smetterà di usarlo quando perderà il titolo contro Utaro Hashimoto nel 1943 a causa di problemi di salute che di fatto qualche anno dopo porranno fine alla sua breve carriera.
Prima della seconda guerra mondiale si è aggiudicato più volte anche il torneo Oteai, nel 1932 metterà fine alla sequenza di 18 vittorie consecutive di Go Seigen, di cui fu rivale.
Nel 1950 passerà alla Kansai Ki-in.
Suo figlio Toshio Sekiyama e suo nipote Toshimichi Sekiyama diventeranno a loro volta professionisti presso la Kansai Ki-in, raggiungendo il grado massimo di IX dan. È stato il sensei anche di altri professionisti, tra cui Takeo Kajiwara, Yutaka Shiraishi e Kazuo Kishimoto.

## Titoli
| Nazionali | Nazionali | Nazionali |
| Torneo    | Vittorie  | Finalista |
| --------- | --------- | --------- |
| Honinbo   | 1 (1941)  | 1 (1943)  |
| Totale    | 1         | 1         |